# Ruffec (Charente)
Ruffec [ʁyfɛk] (okzitanisch Ruféc) zu ist eine westfranzösische Kleinstadt und Gemeinde mit 3.394 Einwohnern (Stand 1. Januar 2022) im Département Charente in der Region Nouvelle-Aquitaine. Die umgebende Landschaft wird Ruffécois genannt.

## Lage
Die Kleinstadt Ruffec liegt am Flüsschen Péruse kurz vor dessen Einmündung in die Charente in einer Höhe von etwa 100 m ü. d. M. in der alten Kulturlandschaft des Angoumois, einem Teil der Landschaft Charente. Die Entfernung nach Angoulême beträgt etwa 49 Kilometer (Fahrtstrecke) in südlicher Richtung; die Großstadt Poitiers befindet sich rund 70 Kilometer nördlich. Das durch den Atlantik geprägte Klima ist mild; Regen fällt verteilt übers ganze Jahr.

## Bevölkerungsentwicklung
| Jahr      | 1800 | 1851 | 1901 | 1954 | 1999 | 2018 |
| Einwohner | 2110 | 3654 | 3474 | 3724 | 3630 | 3377 |

Trotz der Reblauskrise im Weinbau und der zunehmenden Mechanisierung der Landwirtschaft ist die Zahl der Einwohner seit der Mitte des 19. Jahrhunderts weitgehend stabil geblieben.

## Wirtschaft
In früheren Jahrhunderten lebten die Einwohner als Selbstversorger vom Ertrag ihrer Felder und Gärten; im Umland wurde auch Viehzucht in geringem Umfang betrieben. Im Ort siedelten sich Handwerker, Kaufleute und kleinere Dienstleistungsunternehmen an, die auch heute noch die größte Rolle im Wirtschaftsleben des Ortes spielen. Seit dem ausgehenden Mittelalter wurde der Weinbau in der Charente vorangetrieben, der jedoch nach der Reblauskrise weitgehend zum Erliegen kam und nie mehr sein früheres Niveau erreichte.

## Geschichte
Im Ruffécois befinden sich mehrere jungsteinzeitliche Megalithbauten – darunter die Dolmen von Pérotte und La Jacquille bei Fontenille sowie die Nekropole von Boixe bei Vervant.
Die erste Erwähnung des Ortsnamens Rolfiacus stammt aus dem Jahr 980; bereits zu dieser Zeit war Ruffec eine Viguerie. Im 11. Jahrhundert kam der ehemals zum Poitou gehörende Ort zur Grafschaft Angoulême; später entstand die Vizegrafschaft Ruffécois. Über die Abtei von Nanteuil blieb Ruffec mit dem Bistum Poitiers verbunden. Im Hochmittelalter entstand eine Burg (château) auf einer Anhöhe außerhalb des Ortes, der seinerseits mit einer Stadtmauer (remparts) umgeben wurde – von beiden Befestigungsanlagen ist jedoch nichts mehr erhalten. Im ausgehenden 16. Jahrhundert wurde die Region in den Rang einer Markgrafschaft (marquisat) erhoben.

## Sehenswürdigkeiten

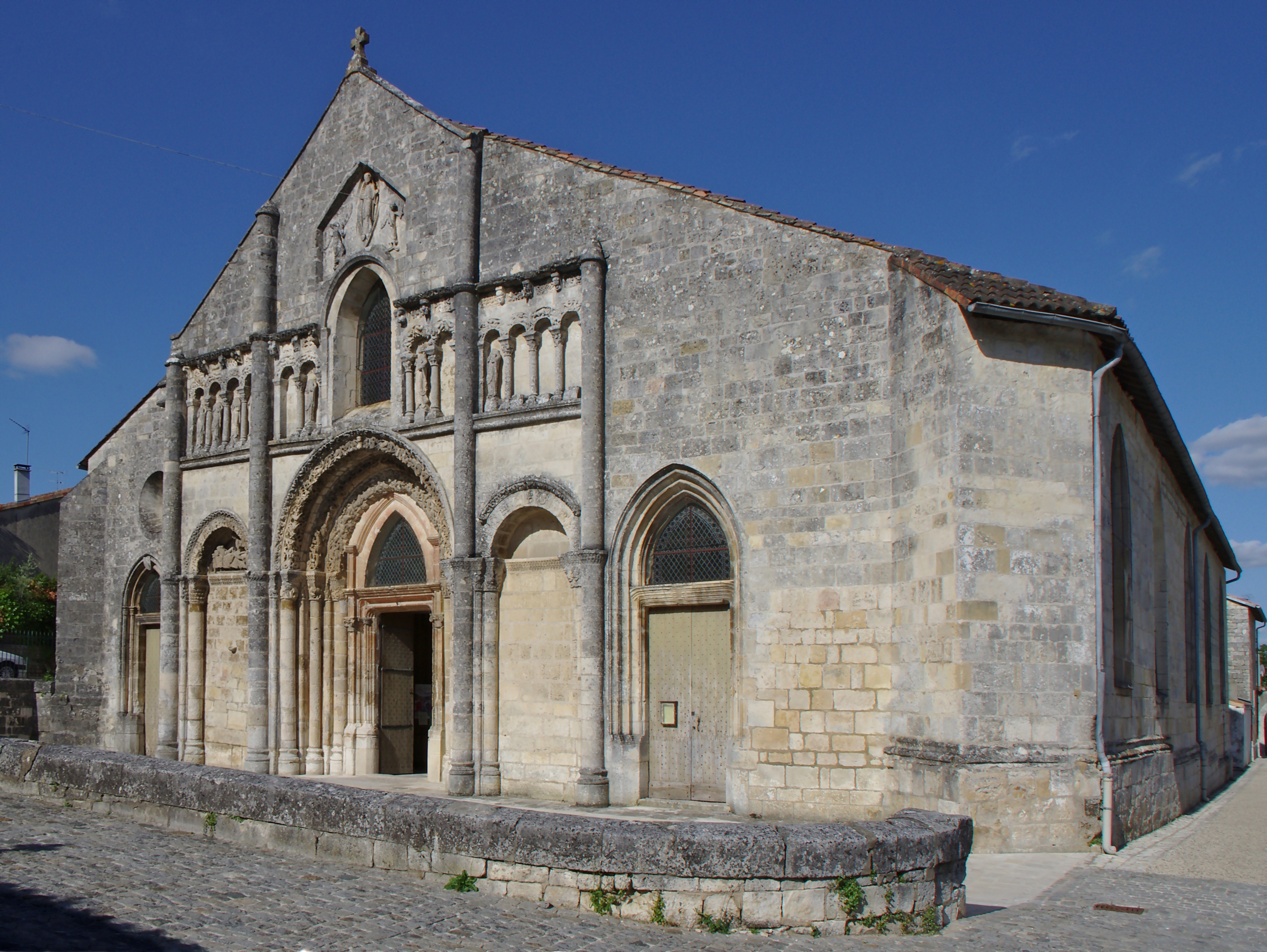
Kirche Saint-André

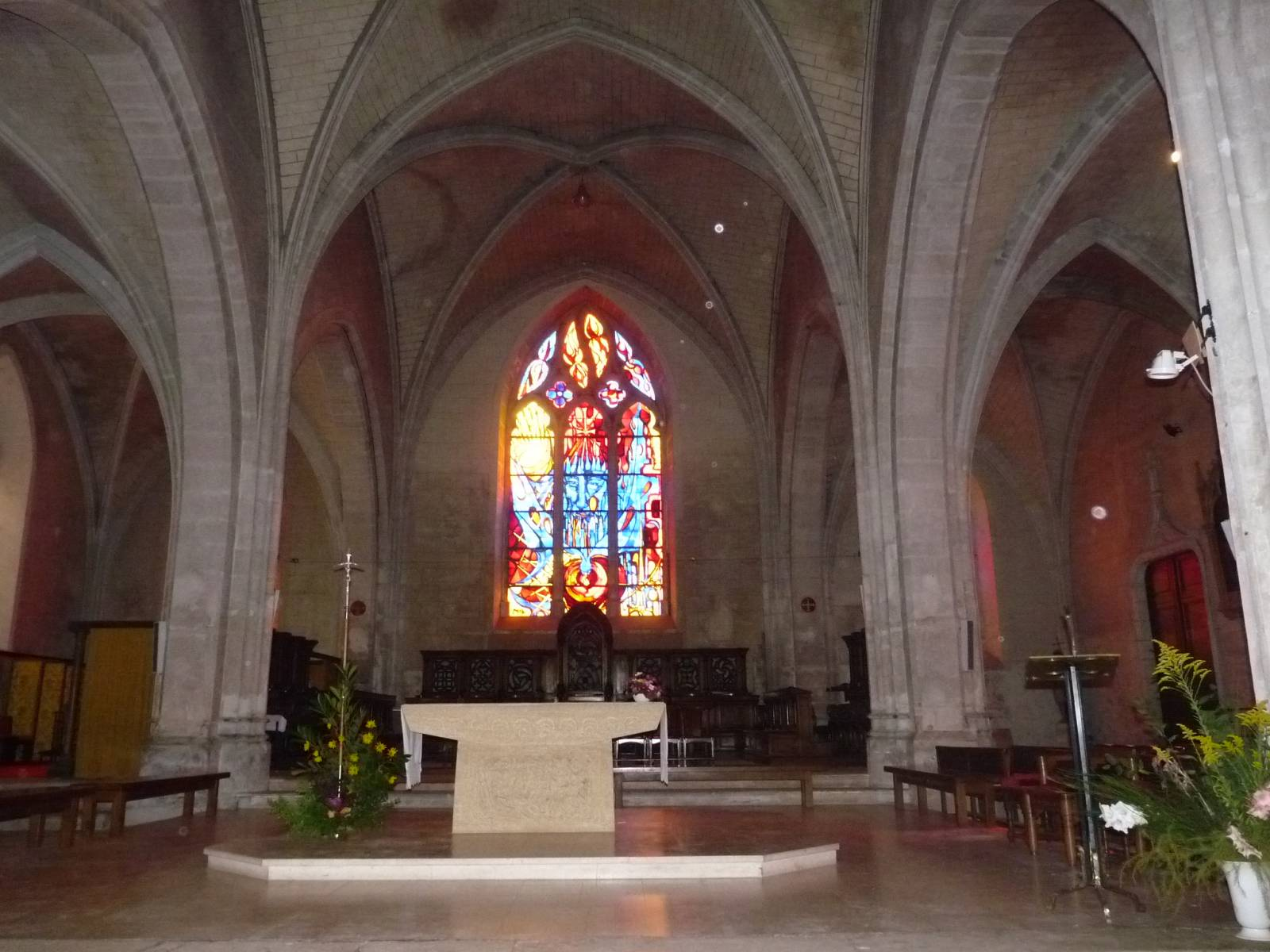
Innenansicht der Kirche Saint-André

- Die ehemalige Priorats- und heutige Pfarrkirche Saint-André stammt aus der 2. Hälfte 12. Jahrhunderts; im 15. Jahrhundert wurde der ursprünglich möglicherweise nur einschiffige Bau um zwei Seitenschiffe erweitert und in seiner Gesamtheit mit einem Rippengewölbe versehen. Die Fassade beeindruckt durch eine Portalzone im charenteser Stil mit einem Triumphbogenschema. Die darüber befindliche Ebene ist als Blendarkadenzone mit eingestellten Figuren (wahrscheinlich Apostel) gestaltet, deren Blick auf die im Giebelfeld zu sehende Himmelfahrtsszenerie gerichtet ist. Der Innenraum ist dreischiffig mit flachschließender Apsis, die durch ein Fenster im spätgotischen Flamboyant-Stil belichtet wird. Auf der Südseite der Kirche befindet sich ein kleines Portal, welches vom ehemaligen Klausurbereich direkt in den Chor führt und ehemals den Mönchen des Priorats vorbehalten war. Der Kirchenbau ist seit dem Jahr 1903 als Monument historique anerkannt.[4]
- Die Ruinen der Chapelle Saint-Blaise im ehemaligen Vorort Pontereau sind seit dem Jahr 1973 als Monument historique eingestuft.[5]
- Das im 16. Jahrhundert entstandene zweigeschossige Schloss (Château de Ruffec) ist ein eher unscheinbarer Bau mit einem Wehrgang auf der Rückseite; es befindet sich in Privatbesitz.

## Persönlichkeiten
- Jean Baptist Duhamel (1767–1847), Professor für Bergbau
- Jean-François Cail (1804–1871), Ingenieur und Unternehmer

## Städtepartnerschaften
- Waldsee, Rheinland-Pfalz
- Pásztó (Ungarn)